# Bárbara de Bragança
Maria Madalena Bárbara Xavier Leonor Teresa Antónia Josefa de Bragança (Lisboa, 4 de dezembro de 1711 – Aranjuez, 27 de agosto de 1758) foi a esposa do rei Fernando VI e Rainha Consorte da Espanha de 1746 até sua morte. Era filha do rei João V de Portugal e de sua esposa, a arquiduquesa Maria Ana da Áustria. Esta personagem era conhecida como "a gorda" e apresentava deficiências físicas que podiam ser observadas com relativa facilidade.
Como era normal na época contraiu, juntamente com o irmão, José, Príncipe do Brasil, um matrimónio político. No caso foi combinado um matrimónio duplo com filhos de Filipe V da Espanha, destinado a melhorar as relações entre as duas coroas ibéricas após a Guerra da Sucessão Espanhola. O duplo casamento do príncipe herdeiro português e da princesa com os congéneres espanhóis passou para a história como a "Troca das Princesas". Por se ter realizado no Rio Caia, na fronteira entre os dois reinos, é também conhecido como a "Jornada do Caia".

## Início de vida

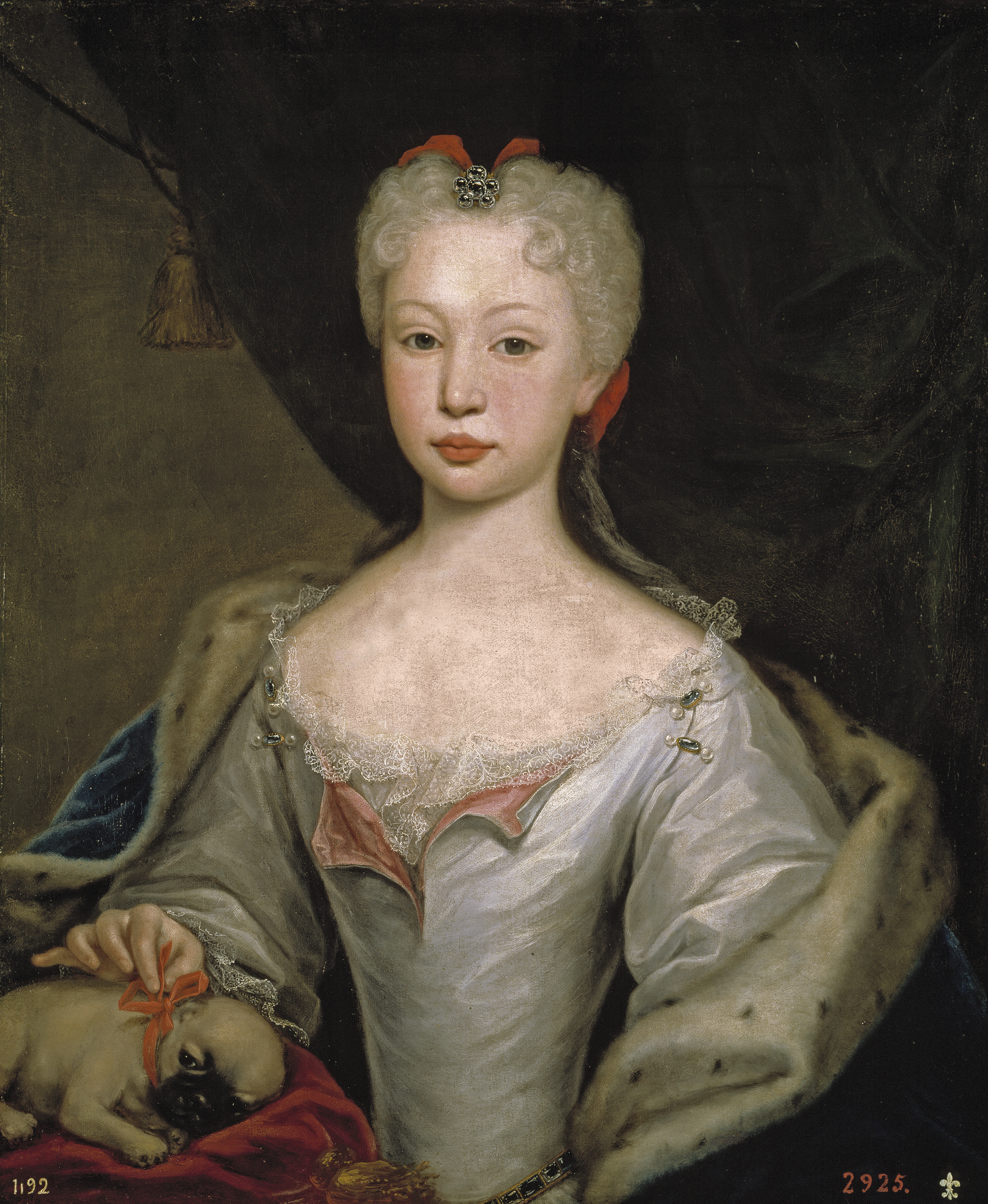
Bárbara de Bragança, por Jacopo Amigoni, 1725

Bárbara era a filha mais velha do rei João V de Portugal e de sua esposa, Maria Ana da Áustria. Seus pais se casaram em 1708 e depois de três anos de casamento ainda não tinham tido filhos. Seu pai jurou construir um grande convento se tivesse um herdeiro ao trono. Finalmente, em 4 de dezembro de 1711, nasceu uma menina, e o pai, de acordo com sua promessa, mandou construir um convento, o Convento de Mafra. A pequena infanta foi baptizada Maria Madalena Bárbara Xavier Leonor Teresa Antónia Josefa. Ela recebeu o nome de Bárbara, em homenagem à padroeira do seu aniversário.[carece de fontes?] Ela era geralmente chamada de Bárbara ou Maria Bárbara, embora esse nome nunca tivesse sido usado na dinastia portuguesa.[carece de fontes?]
Ao nascer, Bárbara era a herdeira presuntiva do trono português, denominada Princesa da Beira, até que seu irmão Pedro nasceu em outubro de 1712. Pedro morreu aos dois anos de idade, contudo o infante José, futuro José I de Portugal, nascido antes da morte de Pedro, impediu Bárbara de subir ao trono.
Como filho de um dos monarcas mais ricos da época, a princesa recebeu uma excelente educação. Filha de pai português e mãe austríaca, falava francês, alemão, e italiano fluentemente, e aprenderia mais tarde na vida, ao ir viver para Madrid, também o castelhano. A jovem princesa era uma mulher culta, e grande amante das Belas-artes. Agradava-lhe ― tal como ao pai ― a música. Quando tinha oito anos de idade, seu pai contratou o grande cravista Domenico Scarlatti como Mestre, com a obrigação adicional de, para além de dirigir a Capela Real, ensinar música à jovem princesa. Scarlatti permaneceria em Lisboa de 1719 a 1729, Bárbara desenvolveu ainda uma afeição pelo seu mestre de música, que a seguiria mais tarde na vida a Madrid.

## Casamento

### Antecedentes

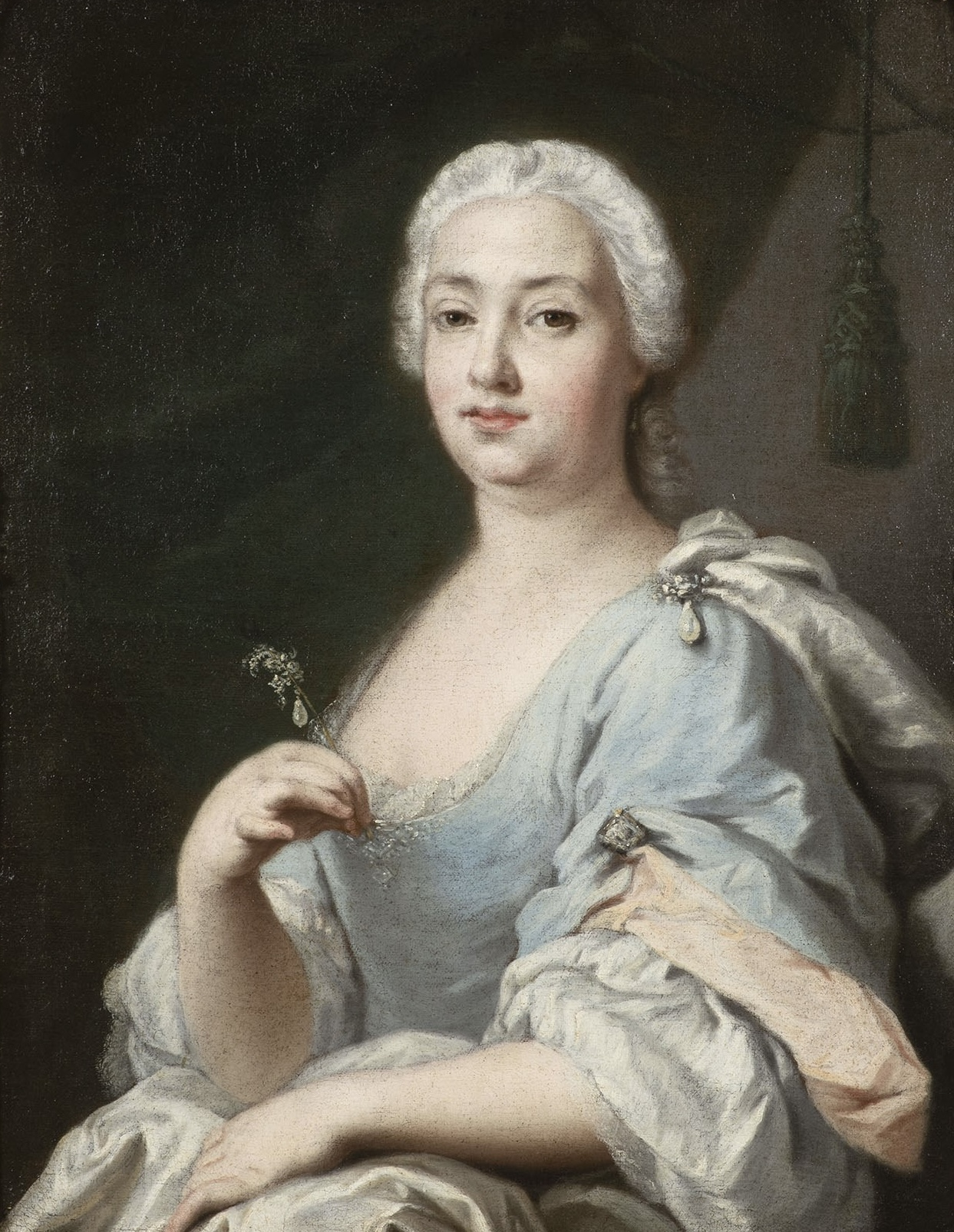
Bárbara de Bragança, por Jacopo Amigoni, c. 1747-1752

No final da década de 1720, planos concretos foram feitos para o casamento de Bárbara. Ela esteve entre as 99 princesas na lista das potenciais noivas para o jovem rei Luís XV de França, todavia as preocupações acerca de sua saúde física e mental, bem como sua pouca idade, resultaram em sua remoção da lista.
Nesse ínterim, novos conflitos tinham surgido entre Portugal e a Espanha. Os dois grandes monarcas ibéricos da primeira metade do século XVIII ― João V de Portugal, que reinou de 1707 a 1750, e Filipe V, que reinou de 1700 a 1746, tinham estado em guerra de 1704 a 1715, durante a Guerra da Sucessão Espanhola. Durante esse conflito, um exército português chegara a conquistar Madrid em 1706, para depois sofrer a derrota na Batalha de Almansa em 1707. Depois da guerra, as relações entre as duas coroas tinham sido pouco estáveis. No Artigo XV do Tratado de Utrecht, firmado em 1715, o monarca espanhol tinha assumido uma dívida de seiscentas mil patacas ao rei português, a ser paga em três prestações idênticas de duzentas mil patacas cada.  No entanto, em 1717, justamente quando Portugal travava a Batalha de Matapão no Mediterrâneo contra o Império Otomano, a Espanha iniciou uma guerra desastrada contra o Sacro Império, a França, a Grã-Bretanha, e os Países Baixos, numa tentativa de reclamar o que tinha perdido no Tratado de Utrecht. Assim, o pagamento da dívida a Portugal não tinha sido cumprido. Novamente as relações entre os dois reinos pioraram. Apenas em 1719, quando o hábil diplomata Luís da Cunha, que tinha estado presente no tratado de paz de 1715, foi nomeado embaixador a Madrid, tinham as relações entre as duas coroas ibéricas melhorado um pouco. De modo que, era esperado que um consórcio entre Bárbara e um príncipe espanhol essas relações melhorassem mais ainda.
No entanto, um ano após o contrato de casamento entre Bárbara e o Príncipe das Astúrias, novos novos atritos diplomáticos tinham surgido entre Portugal e a Espanha, por causa da fundação pelos portugueses de Montevideu, no Rio da Prata, a 22 de novembro de 1723. Esta era uma zona que os portugueses consideravam ser o limite meridional natural do Brasil, enquanto os espanhóis de Buenos Aires queriam controlar todo o estuário do Rio da Prata. Os portugueses tinham desde 1680 a Colónia do Sacramento na região, que fora ocupada pelos espanhóis durante a Guerra da Sucessão Espanhola, mas devolvida pela Tratado de Utrecht de 1715. No entanto, o tratado nada dizia sobre novas fundações na zona. Exatamente três meses após a fundação de Montevidéu, em 22 de fevereiro de 1724, os espanhóis de Buenos Aires julgaram-se por isso justificados em ocupar a praça.

### A Troca das Princesas

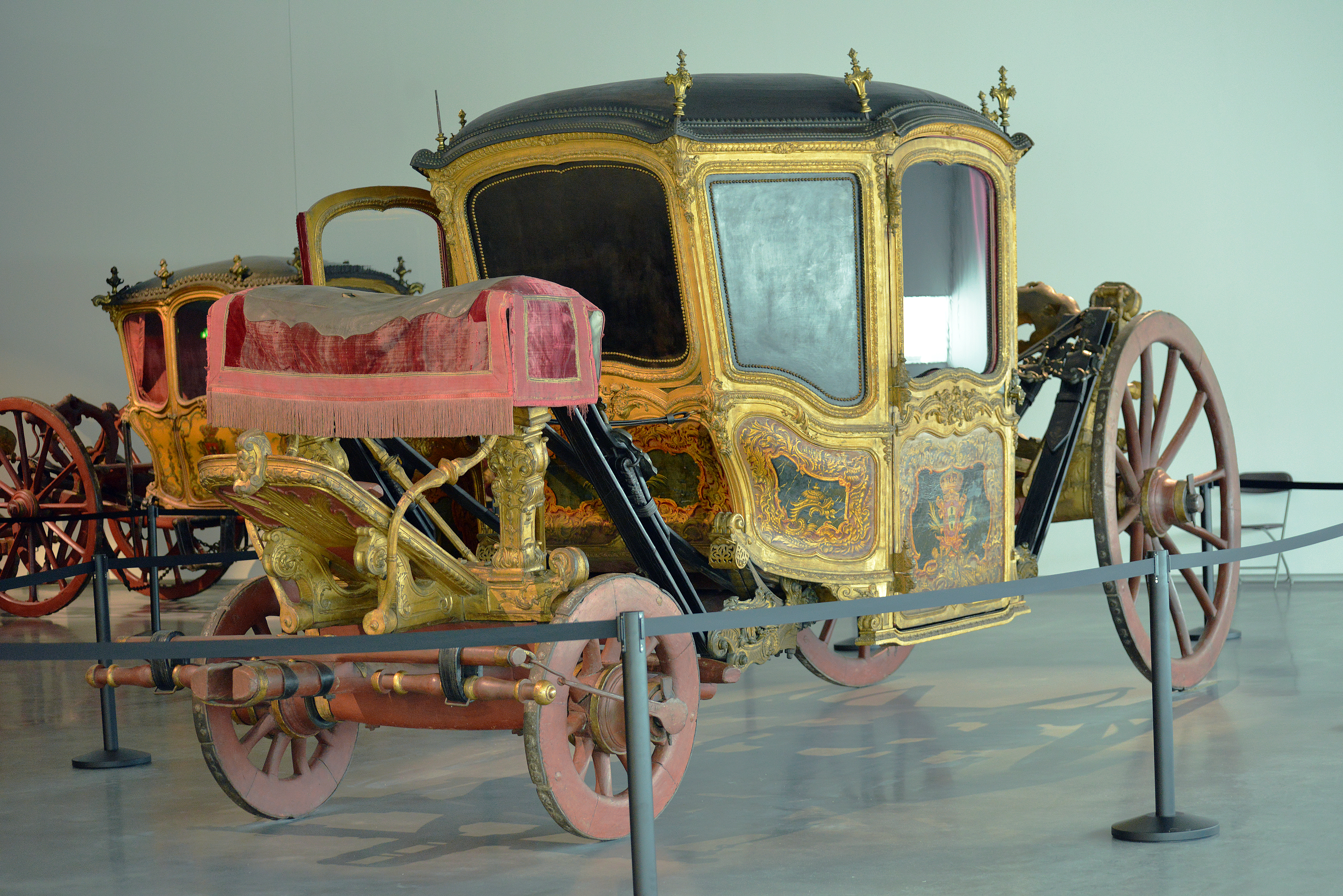
Coche da Mesa (séc. XVIII) no Museu Nacional dos Coches. Este veículo foi utilizado durante a troca das princesas

Para evitar novas controvérsias e fortalecer ainda mais a aliança que se pretendia, a diplomacia espanhola propôs então um duplo matrimónio. Em 11 de janeiro de 1728, após longas negociações, ocorreu o noivado de Bárbara, com dezesseis anos, com Fernando, Príncipe das Astúrias, que era dois anos mais novo, e de seu irmão, José, Príncipe do Brasil, com a meia-irmã de Fernando, a infanta Mariana Vitória.
Por fim, após demorada preparação, a "Troca das Princesas" realizou-se em 19 de janeiro de 1729. A troca foi feita no Rio Caia, que faz fronteira entre Elvas no Alentejo, em Portugal, e Badajoz na Extremadura, em Espanha. A cerimónia fez-se literalmente a meio do rio, numa grande ponte-palácio de madeira ricamente decorada construída para a ocasião, com vários pavilhões em ambas as margens também. Praticamente toda a Corte participou, tendo todas as vilas e lugares entre Lisboa e Elvas sido enfeitadas com arte efémera, tal como arcos triunfais, jardins artificiais, fontes, etc., para receber os imensos cortejos na ida e na volta da fronteira. As preparações para a Troca das princesas foram de tal modo detalhadas que já em janeiro de 1727 a Coroa colocava encomendas de berlindas em Paris, e pedia contribuições extraordinárias dos quatro cantos do império para financiar todo o esplendor desejado ― incluindo da Capitania de Minas Gerais no Brasil.
Quando Fernando, então Príncipe das Astúrias, viu sua alta noiva, Maria Bárbara, em seu primeiro encontro na cerimônia de casamento, ele a considerou tão pouco atraente que quis se abster do casamento. Segundo sua alegação, ele teria sido enganado sobre a aparência de sua futura esposa, cujo rosto apresentava cicatrizes de varíola. Mas ele finalmente se submeteu às razões de Estado e, com o tempo, sua antipatia inicial se transformou em afeição pela esposa. A princesa resoluta e sensível sabia como ganhar a confiança do marido indeciso e melancólico. Como resultado, ele a viu como um apoio útil e procurou seu conselho. Ele também compartilhava sua paixão pela música e pela arte. Maria Bárbara apoiou, entre outras coisas, o cantor de ópera italiano Farinelli, que frequentemente se apresentava na corte espanhola

## Princesa das Astúrias

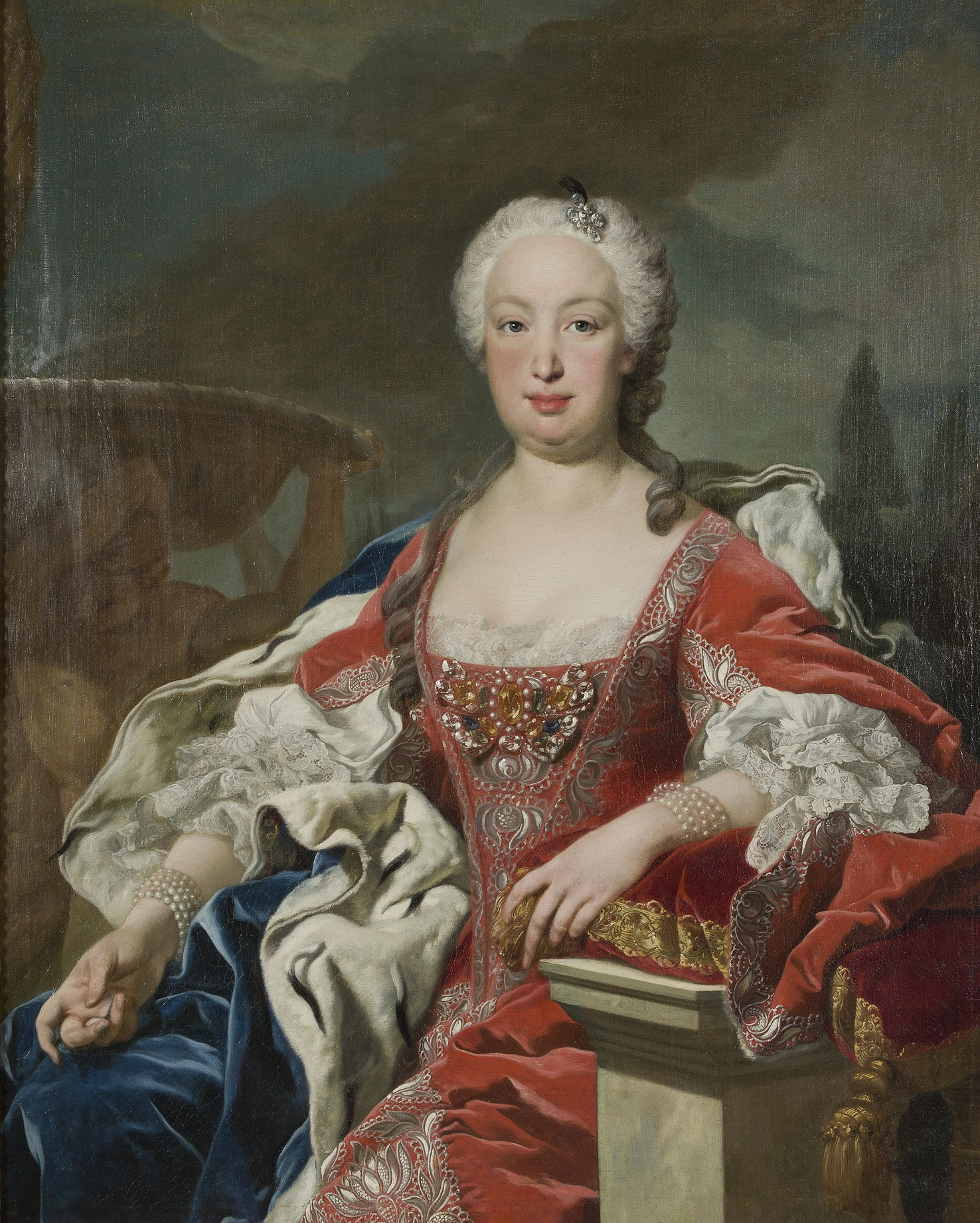
Maria Bárbara de Bragança, por Louis-Michel Van Loo, c. 1750

Depois de casada, Bárbara e o Príncipe das Astúrias passariam ainda dezassete anos como príncipes herdeiros, antes de subir ao trono em 1746. Pouco depois do casamento deu-se ainda o chamado Incidente das Embaixadas em 1735, e apesar da troca das princesas as relações entre Portugal e a Espanha deterioraram-se ao ponto de o monarca português enviar uma forte esquadra ao Rio da Prata, e de passar a existir de facto um estado de guerra entre as duas coroas, apenas solucionado em 1737.
Durante esse período, e com o piorar da saúde de Filipe V, Bárbara e o marido tiveram que enfrentar a animosidade da rainha e madrasta do príncipe, Isabel Farnésio, que queria manter o enteado longe da corte. Ela proibiu o casal principesco de se associar com embaixadores estrangeiros. Em 1733, a rainha chegou a ordenar prisão domiciliar de facto para Fernando e Bárbara, que foram trancados em seus aposentos no Palácio do Bom Retiro de Madrid e não foram autorizados a aparecer em público até 1737. Para o historiador Pedro Voltes, o casal experimentou uma "espécie de prisão domiciliária":
| “ | Dom Fernando e Dona Bárbara só podiam ser visitados por quatro pessoas cada, cujos nomes e cargos eram indicados. Eles não podiam receber nenhum embaixador além dos da França e de Portugal. Os príncipes não tinham permissão para comer em público, fazer caminhadas ou ir a qualquer templo ou convento. [...] A presença do príncipe no Conselho de Governo e todas as relações com ele também foram suprimidas, e em particular quaisquer relações com [ou "primeiro-ministro"] Patiño e os ministros e, em suma, todas as visitas aos seus pais. | ” |

Durante seu tempo como Princesa das Astúrias, Bárbara, que, assim como seu marido, tinha problemas de saúde, pelo menos conseguiu aprofundar seu relacionamento com Fernando. O casal não teve filhos, com ambos encontrando conforto na música e companhia de Domenico Scarlatti, o velho mestre de música de Bárbara em Portugal, que seguiu com a sua aluna para Espanha, onde permaneceria o resto da vida. Lá, o cravista napolitano compôs mais de quinhentas sonatas, muitas delas dedicadas a Bárbara, que passava grande parte do seu tempo a tocar composições do seu antigo professor.

## Rainha

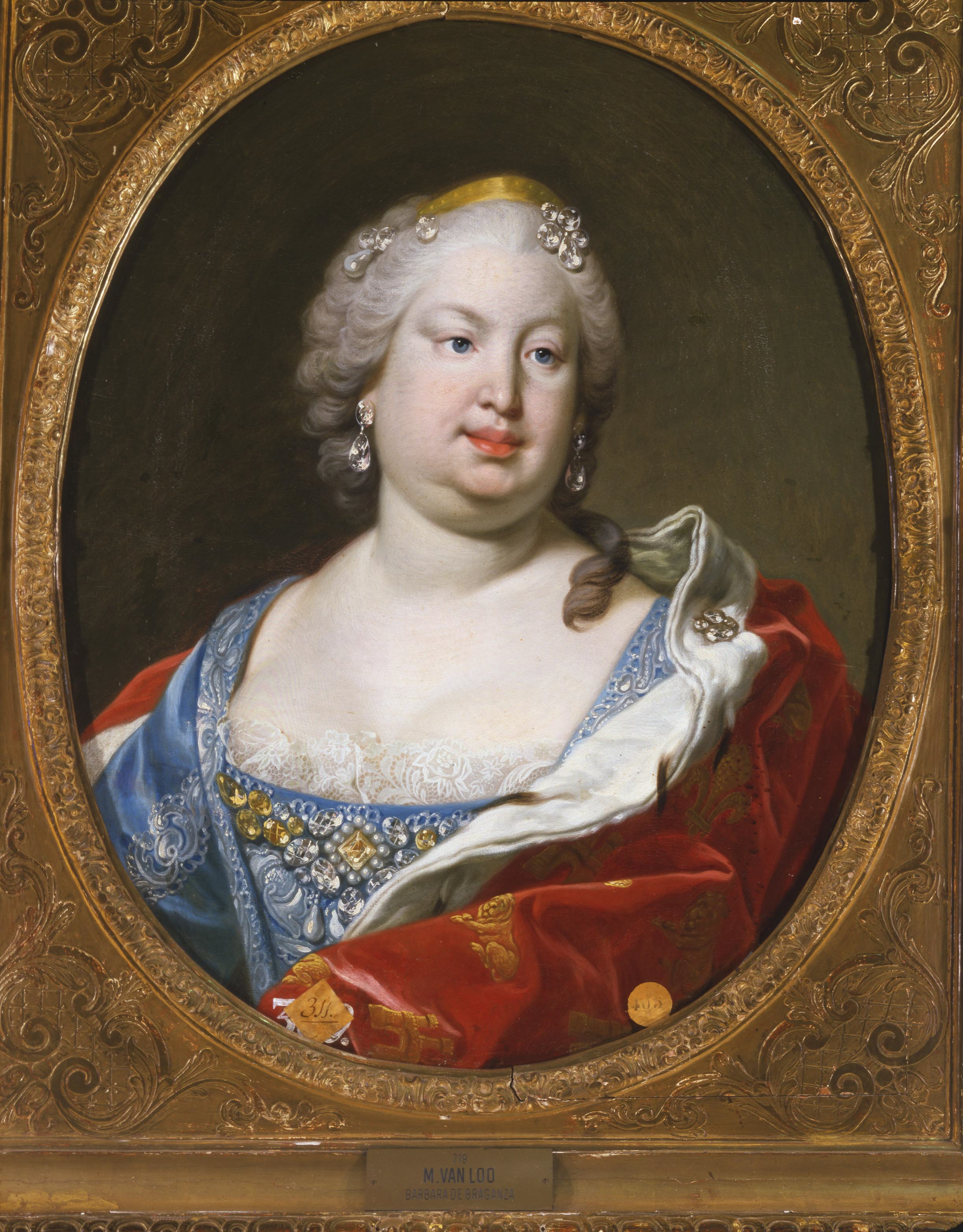
Bárbara de Bragança, por Louis-Michel Van Loo, c. 1750

Após a morte de Filipe V em 9 de julho de 1746, o então Príncipe das Astúrias ascendeu ao trono como Fernando VI e Bárbara tornou-se rainha da Espanha. Isabel Farnésio foi inicialmente autorizada a ficar em Madrid, mas agora teve que residir no Palácio dos Afligidos. Bárbara, que na verdade era tímida, tornou-se politicamente ativa depois que seu marido assumiu o poder e participou de suas discussões com os ministros. No entanto, ela não tinha tanta ambição política quanto sua antecessora Isabel Farnésio. Logo surgiram tensões na corte entre uma facção próxima à rainha-viúva, simpática à França, e um partido agrupado em torno de Bárbara, que defendia uma reaproximação entre Espanha, Inglaterra e Portugal, e uma política de paz. O Ministro das Relações Exteriores e da Justiça, Marquês de Villarías, tentou manter a rainha afastada das atividades políticas, mas em dezembro de 1746 ela foi restringida ao departamento judicial. José de Carvajal y Lancaster, um anglófilo e aliado pró-Portugal de Bárbara, tornou-se então Primeiro-Ministro e, tal como o Marquês de Ensenada, que era mais orientado para a França, teve uma influência significativa na política espanhola sob Fernando VI. Em julho de 1747, Bárbara forçou Isabel Farnésio a deixar Madrid e se mudar para o Palácio Real de La Granja de San Ildefonso, em Segóvia.
Durante o reinado de Fernando VI, por um lado, foi seguida uma política de reforma interna para que a economia espanhola pudesse se recuperar e o país pudesse ser modernizado no espírito do absolutismo esclarecido e foi seguida uma política de paz e neutralidade na política externa. Embora Bárbara fosse pró-britânica e levasse em consideração os interesses portugueses, ela apoiou o marido em sua política externa de paz. Suas relações com a coroa portuguesa contribuíram para a negociação de um tratado (janeiro de 1750) que resolveu os conflitos de fronteira entre Espanha e Portugal em suas colônias sul-americanas. Fernando VI também buscou um compromisso com o Sacro Império e a solução das disputas existentes com esta potência na Saboia. Como parte desses esforços de reconciliação, a imperatriz Maria Teresa contatou a rainha espanhola diretamente e sugeriu uma aliança defensiva com Saboia. Bárbara convenceu o marido a aderir a esse plano e, em 14 de junho de 1752, o Tratado de Aranjuez foi concluído entre Espanha, Sacro Império e Saboia. Isto confirmou a ordem estabelecida para a península apenínica no Tratado de Aquisgrão de (1748).

## Morte
Barbara sofreu de asma durante toda a vida e sofria com sobrepeso nos últimos anos. Para os cortesãos, ela parecia gananciosa, mas por não ter filhos, tinha medo de se tornar uma viúva indigente após a morte de Fernando VI. No entanto, ela morreu antes do marido, na madrugada de 27 de agosto de 1758, aos 47 anos, no Palácio Real de Aranjuez. Seu corpo, vestido com o hábito franciscano, foi velado no salão do palácio e várias missas foram celebradas em sua memória. No dia seguinte, seus restos mortais foram transferidos para Madrid e enterrados no Convento as Salésias Reais, que ela havia fundado em 1748. Ela deixou, para desgosto dos espanhóis, uma grande fortuna ao seu irmão, José, em Portugal. A morte de sua esposa abalou Fernando VI profundamente. Ele viveu recluso no Palácio de Villaviciosa até falecer em 1759, exatamente um ano após a morte da esposa.